# Ислам в Боливии
Ислам в Боливии не имеет большого числа последователей, его исповедует около 2000 человек, что составляет менее 0,1 % от общей численности населения этой страны.

## История
Ислам в Боливии начал распространяться в конце XX века вместе с мигрантами-мусульманами. Боливийский исламский центр (исп. Centro Islámico Boliviano) был создан в августе 1986 года имамом Махмудом Амером Абу Шараром, который прибыл из Палестины в 1974 году. В настоящее время Боливийский исламский центр имеет филиалов в Сукре, Кочабамбе и Ла-Пасе. Большинство сотрудников Боливийского исламского центра являются мигрантами.
В 2004 году была открыта первая суннитская мечеть в Ла-Пасе. До этого намаз производился в частных домах боливийских мусульман. Мечеть Ас-Салам в Санта-Крусе открыта как суннитов, так и для шиитов.